# OpenLab
OpenLab – stacja radiowa nadająca lokalne na Ibizie i Formenterze oraz w Internecie. Rozgłośnia została założona w lutym 2013 roku przez Roberta Milesa. W OpenLab grane są takie gatunki muzyczne jak: electronica, dance, ambient, chillout, soul czy jazz.

## Kompilacje
- 2014: OpenLab Morning Vol.1
- 2015: OpenLab Sunset Vol. 1 (Selected by Robert Miles)